# Tunnsjøen
Tunnsjøen (samijski: Dåtnejaevrie) je sedmo po veličini jezero u Norveškoj, nalazi se u središnjoj Norveškoj u okrugu Nord-Trøndelag. Prostire se u općinama Røyrvik i Lierne. Površina mu je 100.18 km2, dubina 220 metara, zapremnina 8.68 km³, a nalazi se 358 metra iznad morske razine. Na jezeru se nalazi otok Gudfjelløya, koji je najviši jezerski otok u Norveškoj.